# Балтазар Горват
Балтазар Горват (угор. Horvát Boldizsár; 1 січня 1822, Сомбатхей — 28 жовтня 1898, Будапешт) — угорський політик, юрист, прозаїк і поет, міністр юстиції Угорщини (1867-1871). Член Угорської академії наук.

## Біографія
Горват народився 1 січня 1822 у місті Сомбатхей.

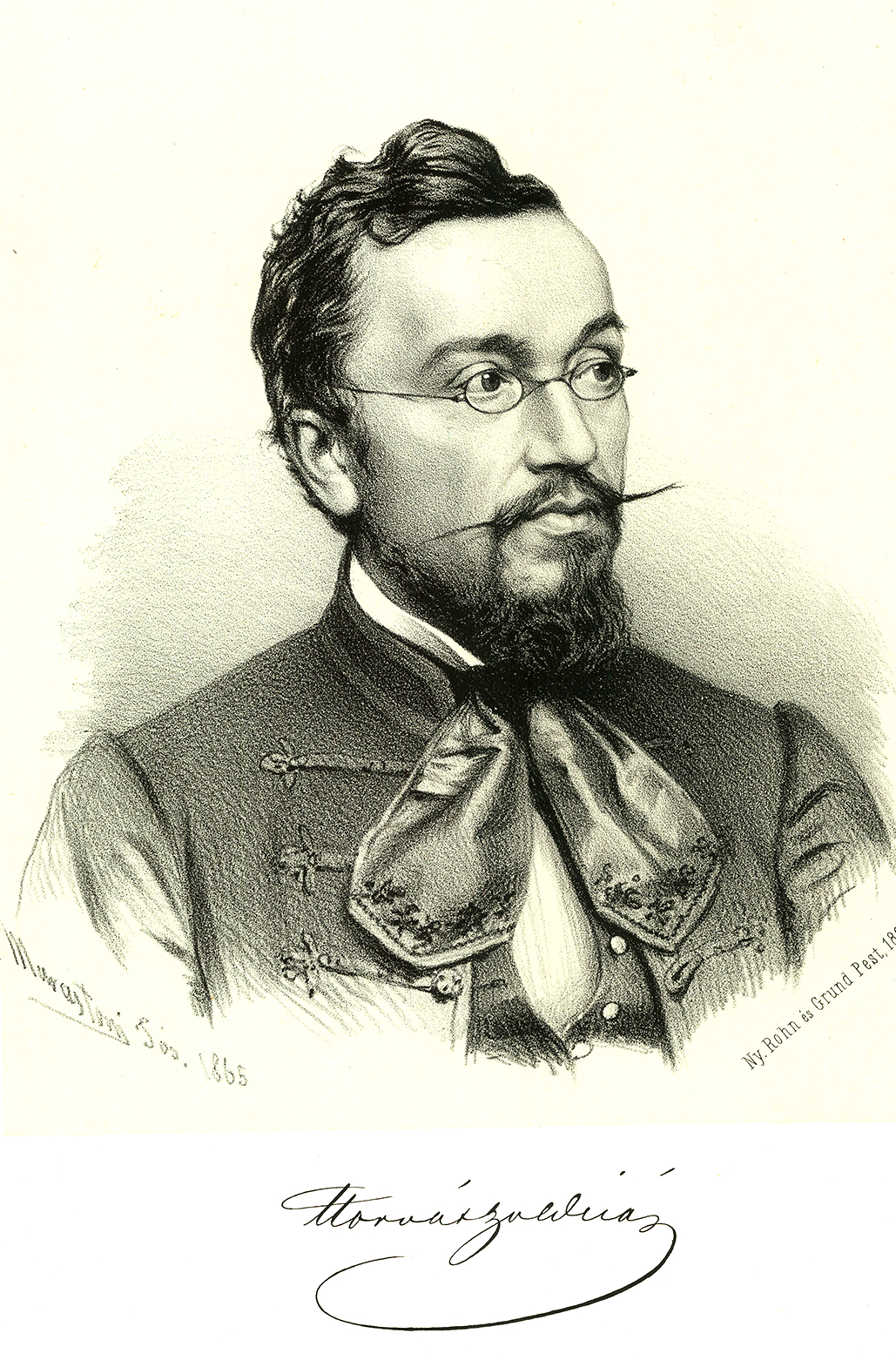
Б. Горват

Був в 1848 депутатом Будапештського сейму і брав активну участь в Угорській революції 1848—1849. Після того, як повстання було придушене, Горват був притягнутий до військового суду, але вже в 1850 був звільнений з-під варти і зайнявся адвокатською практикою.
Як один з видатних діячів партії Ференца Деака, з 20 лютого 1867 по 5 червня 1871 обіймав посаду міністра юстиції Угорщини в кабінеті Андраші Дюла, провів багато реформ, зокрема, скасував тілесні покарання в країні. На цій посаді його змінив Іштван Бітто.
Також ним, як вченим, було видано кілька праць, що стосуються юриспруденції.
Балтазар Горват помер 28 жовтня 1898 в місті Будапешті. Пізніше на батьківщині Горвата йому був встановлений пам'ятник.
Його дочка була одружена з фізиком Етвешом Лорандом.